# Leopold Zechner
Leopold Zechner (* 26. Juni 1884 in Wien; † 6. Dezember 1968 ebenda) war ein österreichischer Politiker (SPÖ) und Präsident des Wiener Stadtschulrates.

## Leben
Zechner besuchte die Lehrerbildungsanstalt und war seit 1903 Volks- und Bürgerschullehrer. Nach einem Studium an der Universität Wien zwischen 1919 und 1925 erhielt er die Lehrbefugnis für Mittelschulen in Geschichte und Geographie. 1930 wurde er Bezirksschulinspektor in Floridsdorf, wurde aber 1934 aus politischen Gründen zwangspensioniert.
Nach dem Zweiten Weltkrieg war Zechner von 1945 bis 1956 Nationalratsabgeordneter sowie von 1945 bis 1960 geschäftsführender Präsident des Stadtschulrats. Er war auch Präsident der Liga für Menschenrechte (1949) und Präsident des Verbands der Wiener Volksbildung (1951). Zechner war Mitbegründer des Instituts für Wissenschaft und Kunst. Seine Verdienste um den Wiederaufbau der Volksbildung und des Schulwesens nach dem Krieg wurden durch die Verleihung des Preises der Stadt Wien für Volksbildung 1960 honoriert. 1954 wurde er Bürger der Stadt Wien.
Seine Tochter Ingrid Leodolter war 1971 bis 1979 Bundesministerium für Gesundheit und Umweltschutz.
Nach seinem Tode wurde er auf dem Hietzinger Friedhof in einem ehrenhalber gewidmeten Grab (Gruppe 44, Nummer 43) bestattet. 2002 benannte man den Leopold-Zechner-Platz in Wien-Hietzing nach ihm.

## Auszeichnungen
- 1954: Bürger der Stadt Wien
- 1954: Großes Silbernes Ehrenzeichen für Verdienste um die Republik Österreich[1]
- 1960: Preis der Stadt Wien für Volksbildung